# Nacjonalizm gospodarczy
Nacjonalizm gospodarczy, nacjonalizm ekonomiczny lub populizm ekonomiczny – ideologia zakładająca przewagę interwencjonizmu gospodarczego nad innymi mechanizmami rynkowymi, zapewniającej państwu niezależność.
Nacjonaliści ekonomiczni popierają m.in. tworzenie przez państwo miejsc pracy, kapitału i protekcjonizm oraz niechęć wobec zagranicznego kapitału. Nacjonaliści gospodarczy sprzeciwiają się globalizacji lub przynajmniej kwestionują korzyści płynące z nieograniczonego wolnego handlu.
Pierwsze użycie słowa patriotyzm ekonomiczny przypisuje się Francuzowi Bernardowi Carayon, lecz istnieją dowody na dużo wcześniejszą genezę tego określenia.